# Sportbroek

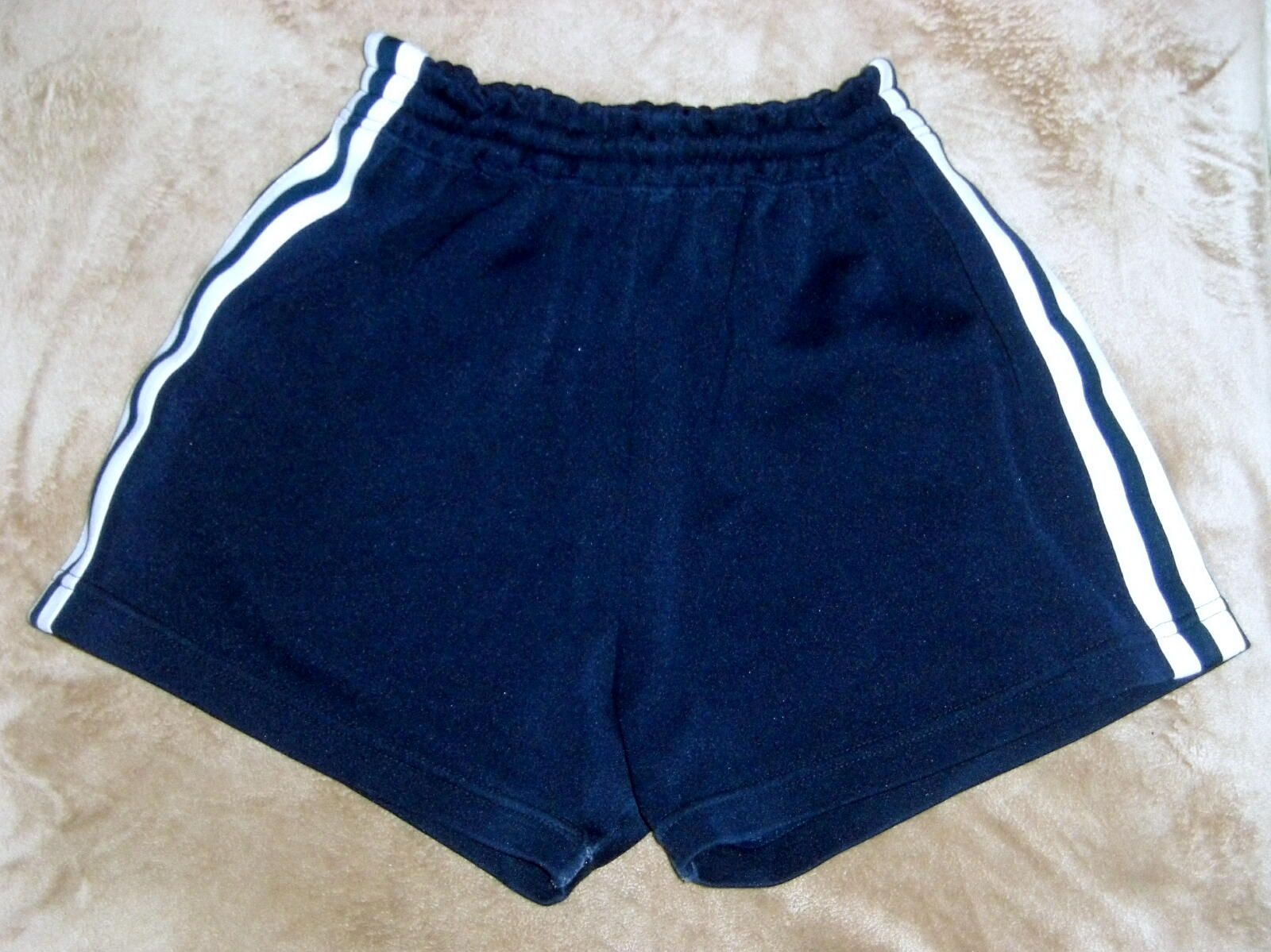
Sportbroek

Een sportbroek is een broek die voornamelijk gebruikt wordt bij het sporten. Er zijn korte en lange sportbroeken in verschillende soorten en maten. De sportbroeken zijn gemaakt van materiaal dat voor degene die ze draagt lekker zit. Ook is het materiaal meestal elastisch.
Sportbroeken kunnen wijd en flexibel zijn, maar ze kunnen ook strak om het lichaam zitten zodat het lichaam aerodynamisch is.